# Céran
Céran é uma comuna francesa na região administrativa de Occitânia, no departamento de Gers. Estende-se por uma área de 10,74 km². Em 2010 a comuna tinha 230 habitantes (densidade: 21,4 hab./km²).